# Södra Sporaderna
Södra Sporaderna (grekiska: Νότιες Σποράδες) är en ögrupp i Grekland, som var belägen i den tidigare prefekturen Nomós Dodekanísou och regionen Sydegeiska öarna, i den sydöstra delen av Egeiska havet, 400 km sydost om huvudstaden Aten.
Ögruppen motsvarar Dodekaneserna plus några nordligare öar som Samos, Fournoi och Ikaria. Ibland räknas även Chios och Lesbos till gruppen.
Sedan 2011 är gruppen delad på nomoí (Νομόι, delregioner) Dodekanesos, Chíos och Samos (även Lesbos blev en delregion 2011). Dodekaneserna tillhör regionen Sydegeiska öarna (till vilken även Kykladerna hör). medan övriga nomoi tillhör Nordegeiska öarna.